# Gibbaeum dispar
Gibbaeum dispar är en isörtsväxtart som beskrevs av Nicholas Edward Brown. Gibbaeum dispar ingår i släktet Gibbaeum och familjen isörtsväxter. Inga underarter finns listade i Catalogue of Life.